# Permis d'étude
 (mars 2023).
Un permis d'étude est un document officiel délivré par le gouvernement d'un pays à un étudiant étranger qui souhaite étudier dans une institution d'enseignement de ce pays. Ce document permet à l'étudiant d'entrer et de rester dans le pays pendant la durée de ses études, sous réserve de certaines conditions et restrictions spécifiques à chaque pays.
Le permis d'étude peut également inclure des conditions telles que l'obligation pour l'étudiant de suivre un certain nombre d'heures de cours, de maintenir une certaine moyenne académique ou de travailler uniquement sur le campus pendant ses études.
Les conditions et les exigences relatives aux permis d'étude varient d'un pays à l'autre et peuvent changer avec le temps. Il est donc important de consulter les sites web des autorités d'immigration compétentes pour connaître les dernières informations et exigences avant de demander un permis d'étude.

## Canada
Le visa d'étude ou le permis d'étude Canada est un document officiel délivré par le gouvernement canadien à un étudiant étranger qui souhaite étudier dans une institution d'enseignement au Canada. Pour être éligible à un permis d'étude Canada, l'étudiant doit être accepté dans une institution d'enseignement désignée au Canada.
Pour obtenir un permis d'étude Canada, l'étudiant doit soumettre une demande en ligne ou sur papier à Immigration, Réfugiés et Citoyenneté Canada (IRCC), l'organisme responsable de l'immigration au Canada. La demande doit être accompagnée de documents justificatifs tels que la lettre d'acceptation de l'institution d'enseignement, la preuve de financement, etc.
Le permis d'étude Canada permet à l'étudiant d'étudier au Canada pendant la durée de son programme d'études, ainsi que de travailler à temps partiel sur le campus de son institution d'enseignement. L'étudiant peut également être admissible à travailler à l'extérieur du campus ou à prolonger son séjour au Canada à l'issue de ses études grâce à d'autres programmes d'immigration.

### Conditions d'admissibilité
Pour être admissible à un permis d'étude Canada, un étudiant étranger doit satisfaire à certaines conditions. Les principales conditions comprennent :
1. Acceptation dans une institution d'enseignement désignée : L'étudiant doit avoir été accepté dans une institution d'enseignement désignée au Canada et fournir une preuve d'acceptation avec sa demande de permis d'étude[2].
2. Preuve de financement : L'étudiant doit fournir une preuve qu'il dispose de suffisamment de fonds pour payer les frais de scolarité, les frais de subsistance et les frais d'hébergement au Canada[3].
3. Respect des exigences d'admissibilité en matière d'immigration : L'étudiant doit satisfaire aux exigences d'admissibilité en matière d'immigration, notamment en matière de santé et de sécurité[3].
4. Respect des lois canadiennes : L'étudiant doit respecter les lois canadiennes pendant son séjour au Canada[3].
5. Respect des conditions de permis : L'étudiant doit respecter les conditions de son permis d'étude, telles que le maintien d'un statut d'étudiant à temps plein et la poursuite de ses études[3].

Les exigences et les conditions peuvent varier en fonction de la situation personnelle de l'étudiant. Il est donc recommandé de consulter le site web d'Immigration, Réfugiés et Citoyenneté Canada (IRCC) pour obtenir des informations précises sur les exigences et les procédures pour obtenir un permis d'étude Canada.

### Motifs de refus
Il existe plusieurs motifs pour lesquels une demande de permis d'étude Canada peut être refusée. Les motifs les plus courants de refus comprennent :
1. Incapacité de prouver le financement : Si le demandeur n'est pas en mesure de prouver qu'il dispose de suffisamment de fonds pour payer les frais de scolarité, les frais de subsistance et les frais d'hébergement au Canada, la demande peut être refusée.
2. Problèmes de santé ou de sécurité : Si le demandeur est considéré comme un risque pour la santé ou la sécurité publique au Canada, la demande peut être refusée.
3. Non-respect des exigences d'admissibilité : Si le demandeur ne satisfait pas aux exigences d'admissibilité en matière d'immigration, la demande peut être refusée.
4. Non-respect des lois canadiennes : Si le demandeur a des antécédents criminels ou a été impliqué dans des activités illégales, la demande peut être refusée.
5. Fourniture de fausses informations : Si le demandeur fournit des informations inexactes ou trompeuses dans sa demande, la demande peut être refusée.
6. Dépendance financière : Si le demandeur est considéré comme étant financièrement dépendant d'une personne qui ne peut pas subvenir à ses besoins, la demande peut être refusée.

Chaque demande est examinée individuellement et que les motifs de refus peuvent varier en fonction de la situation personnelle du demandeur. Il est donc important de bien comprendre les exigences et les procédures de demande avant de soumettre une demande de permis d'étude Canada.